# Аронник Бессера
Arum besserianum — многолетнее клубневое травянистое растение, вид рода Аронник (Arum) семейства Ароидные (Araceae).

## Ботаническое описание
Корневая система клубневого типа имеет разветвлённую структуру. клубня имеет округлую форму, сплюснутую в центре с формированием углубления, которое даёт начало листьям и цветоносу.

### Листья
Черешки цилиндрические, 12—34 см длиной, 2—4,5 мм в диаметре, тускло-зелёные, с фиолетовыми пятнами примерно до ¼ их длины. Листовая пластинка копьевидно-стреловидная, вершина островатая, 8—16 см длиной, 5—13 см шириной, глубоко-зелёная.
Листья прикорневые, имеют черешок различной длины, достигая максимальной высоты 25 см. Листья растения имеют сердцевидно-копьевидную форму. Передняя лопасть имеет заострённую форму длиною около 7 см, боковые лопасти в два раза короче, менее острые и отогнуты кзади. Чешуевидные влагалища у основания покрывают листья.

### Соцветия и цветки
Цветонос имеет длину около 50 см. Каждый цветонос Арум Бессера имеет покрывало эллиптической или яйцевидной формы. цветки растения представляет собой соцветие початок, которое формируется из мелких тёмно пурпурных цветков. Цветки Аронника Бессера являются однополыми: женские расположены у основания соцветия, мужские формируют его верхушку. Период цветения зависит от зоны произрастания растения: на Кавказе оно приходится на апрель-май, в Молдавии — май-июнь.

### Размножение
В дикой природе размножение растения происходит семенами, путём самосева. В домашних условиях лучше размножать растение вегетативным способом — отделением клубней от корневища. Клубни откапывают летом или ранней осенью после высыхания цветоноса и листьев. Клубни закапывают на глубину 6-8 см, на расстоянии 30-40 см друг от друга. Растение предпочитает тенистые места: за домом, в тени деревьев.
Растение Аронник восточный имеет крайне неприятный запах, напоминающий протухшее мясо. Такой аромат является одним из приспособлений для опыления насекомыми.

## Распространение и экология
Растение Арум Бессера произрастает в одиночных в географическом смысле популяций. Встречается на территории Центральной Европы и простирается до Западного Кавказа. Растение зарегистрировано на территории таких стран, как: Венгрия, Польша, Австрия, Болгария, Румыния, Крым и Юго-Запад Украины. На Украине самой восточной является популяция в долине реки Гнилой Тикич в районе села Снежки (Киевская область) . На Кавказе аронник Бессера достигает территории среднего горного пояса.
Предпочтительными условиями для произрастания вида арум Бессера являются грабово-дубовые и буково-дубовые леса.

## Использование Арума Бессера
Необычный и порой экстравагантный внешний вид растения позволил ему занять своё место в роскошных садах среди прочих сортовых цветов. Сами по себе листья привлекают взор многообразием форм и оттенков. Соцветие вырастает одновременно с листьями, но некоторое время может скрываться под ними. Через 2-3 недели цветонос возвышается над листьями, превысив их высоту вдвое. Основание цветка обрамлено «покрывалом», имеющим чаще всего спиралевидную форму. Неопытные садоводы порой принимают его за цветок. Соцветие появляется с небольшим опозданием и состоит из мелких однополых цветков, собранных в соцветие — початок.
Растение ядовито: в листьях и ягодах содержатся алкалоиды и гликозиды. Сырьё для фармацевтической промышленности изготавливается путём высушивания и термической обработки. В народной медицине используется с большой осторожностью, входит в состав некоторых гомеопатических препаратов.

## Особенности выращивания
Оптимальный рост достигается при высадке в почву богатую перегноем, качественно взрыхлённую и защищённую от попадания прямых солнечных лучей. В период активного роста, особенно перед цветением растение нуждается в подкормке многокомпонентными удобрениями с частотой 1 раз в 2 недели. Дополнительный полив и увлажнение почвы окажут благоприятное влияние на рост Аронника восточного.
Растение является морозоустойчивым, поэтому на зиму его стоит укрывать лишь лиственным слоем.
Учитывая тенистое расположение растения необходимо помнить о вероятном поражении растения грибами и иными паразитами. Подобные заболевания могут проявляться как появление бурых пятен на листьях, загнивание корневища и др. В таких ситуациях растение нуждается в обработке фунгицидами и инсектицидами. В случае неэффективности проводимых мероприятий растение необходимо выбросить и посадить новые клубни.